# Panaxia diluta
Panaxia diluta là một loài bướm đêm thuộc phân họ Arctiinae, họ Erebidae.